# مازه قلعه
هفت چشمه ، روستایی از توابع بخش مرکزی شهرستان فریدونشهر در استان اصفهان ایران است.این روستا بخاطر آب و هوای معتدل زیستگاه خوبی برای گونه های گیاهی و جانوری است.

## جمعیت
این روستا در دهستان چشمه لنگان قرار دارد و براساس سرشماری مرکز آمار ایران در سال ۱۳۸۵، جمعیت آن ۱۲ نفر (۴خانوار) بوده‌است.